# Списак стрипова
|  |  |  |  |  |  |  |  |  |  |  |  |  |  |  |  |  |  |  |  |  |  |  |  |  |  |  |  |  |  |

Попис свих стрипова домаћих и страних.

## А
- Ајриш Кофи
- Акира
- Акса
- Алан Форд
- Алвар Мајор
- Амарго
- Арчи Кеш
- Аскелске ватре
- Астер Блисток
- Астерикс

## Б
- Бади Лонгвеј (Buddy Longway)
- Бак Роџерс
- Балдо
- Бели стрелац
- Бен Болт
- Бернард Принс
- Бетмен
- Бигфут (Bigfoot)
- Бил и Бул
- Били Пљуц (Billy The Pljuc)
- Бим и Бум
- Бич Божји
- Блек Стена
- Блубери (Blueberry)
- Боб Моран
- Боги (Bogey)
- Брик Брадфорд (Brick Bradford)
- Бродоломници Итака (Les Naufrages D`Ythaq)
- Брус Хокер (Bruce J. Hawker)

## В
- Валеријан
- Валхала
- Вејн Шелтон (Wayne Shelton)

## Г
- Гарфилд
- Гастон/Гаша
- Гил Ст. Андре
- Гиџа Јагуриџа
- Гордон Линк
- Гру

## Д
- Дагар
- Дампир
- Демон са Кариба
- Ден Дери
- Денис Враголан (Dennis the Menace)
- Диаболик
- Дивља магија
- Дилан Дог
- Дикан
- Док Севиџ
- Домино
- Др Жистис
- Друна (Druuna)
- Дуранго
- Дух Артур (Arthur le Fantome)

## Е
- Енри Пике
- Ерик Викинг

## З
- Завера: тајна прича о Протоколима сионских мудраца
- Загор
- Захари Холмс
- Звездане стазе
- Зец самурај (Usagi Yojimbo)
- Зори Кид
- Зоро

## И
- Избацивач
- Изногуд
- Иксмени
- Индијана Џонс
- Инспектор Ден
- Инспектор Канардо

## Ј
- Југурта
- Јулиа

## К
- Калвин и Хобс
- Капетан Мики
- Капетан Роџерс
- Карл Викинг
- Кевин и Кел
- Кен Паркер
- Кенија
- Кет Клоу
- Кит Телер
- Кобра
- Коко Бил
- Командант Марк
- Команча
- Конан
- Корто Малтезе
- Космички путници
- Кран
- Кристални мач
- Крцко

## Л
- Лазарус Лед
- Ланфест од Троје
- Ларго Винч
- Леди Ес
- Леонардо
- Лестер Кокни
- Лик Оријент
- Лун краљ поноћи
- Лутајући витез

## М
- Магични Ветар
- Мајк Стил
- Мандрак
- Макс и Мориц
- Марти Мистерија
- Маус
- Мачак Феликс
- Мек Кој
- Мери Перкинс
- Мерок
- Мики Маус
- Мирко и Славко
- Мистер Алфа
- Мистер Но
- Морг господар мамута
- Модести Блејз
- Морт Циндер
- Морнар Ник
- Муња
- Мурена

## Н
- Најамник
- Наредник Кирк
- Наредник Рок
- Наруто
- Натан Невер
- Наташа
- Небески Соко
- Непознати војник
- Ник Рајдер
- Нова
- Ношени ветром

## О
- Олак гладијатор

## П
- Пера Детлић
- Персеван
- Петар Пан
- Пиринеја
- Пол Темпл
- Попај
- Породица Тарана
- Поручник Тара
- Принц Валијант

## Р
- Рамиро
- Ратници са Акбара
- Рахан
- Редов Били
- Рекс Мунди
- Репортер Флеш
- Риђобради
- Ринго
- Рип Кирби
- Роберт Џордан
- Робин Худ
- Ромео Браун
- Рорк
- Рунда (Cubitus)

## С
- Сами
- Симпсонови
- Скитница Пит
- Спајдрмен Марвел
- Спајн и Марти
- Спиру и Фантазио
- Сребрни летач Марвел
- Стив Кењон
- Сторм
- Супермен

## Т
- Талични Том
- Танги и Лавердир
- Тарзан
- Текс Вилер
- Тигар Џо
- Тим Тајлор
- Тимоти Тачер
- Тин-Тин
- Том и Џери
- Том Њушкало
- Томас Ноланд
- Тор Марвел
- Торгал
- Торњеви Боа Морија
- Торпедо
- Трол од Троје

## У
- Уговор с Богом
- Умпах-пах
- Уранела
- Усаги Јоџимбо
- Утер

## Ф
- Флаш Гордон
- Фантастична четворка
- Фантом
- Фил Кориган
- Франк

## Х
- Хулк Марвел
- Ханс
- Хауард Флин
- Хелмок Шолмес
- Хи-Мен
- Хогар Страшни
- Хомбре
- Хуан Бускарема

## Ц
- Циско Кид
- Црна Стрела
- Црна Брада (или Црнобради)

## Ч
- Чаробњак (Magician)
- Челична канџа

## Џ
- Џад Саксон
- Џеремаја
- Џери Спринг
- Џес Лонг
- Џет-ас Логан
- Џеф Хок
- Џипси
- Џон Дифул
- Џонатан Картланд
- Џони Логан
- Џони Пантер
- Џони Фокус
- Џони Хазард

## Ш
- Шкорпија